# Élections législatives de 1973 dans la Haute-Saône
Les élections législatives françaises de 1973 se déroulent les 4 et 11 mars 1973. Dans le département de la Haute-Saône, deux députés sont à élire dans le cadre de deux circonscriptions.

## Élus
| Circonscription | Député sortant       | Parti | Parti | Député élu ou réélu  | Parti | Parti |
| --------------- | -------------------- | ----- | ----- | -------------------- | ----- | ----- |
| 1re             | Pierre Vitter        |       | RI    | Pierre Vitter        |       | RI    |
| 2e              | Jean-Jacques Beucler |       | UDR   | Jean-Jacques Beucler |       | CDP   |

## Résultats

### Résultats à l'échelle du département
| Parti                 | Parti                             | Premier tour | Premier tour | Second tour | Second tour | Sièges |
| Parti                 | Parti                             | Voix         | %            | Voix        | %           | Sièges |
| --------------------- | --------------------------------- | ------------ | ------------ | ----------- | ----------- | ------ |
|                       | Centre démocratie et progrès      | 28 247       | 25,47        | 31 331      | 26,75       | 1      |
|                       | Républicains indépendants         | 19 976       | 18,01        | 24 116      | 20,59       | 1      |
|                       | Union des républicains de progrès | 48 223       | 43,48        | 55 447      | 47,34       | 2      |
|                       |                                   |              |              |             |             |        |
|                       | Mouvement des radicaux de gauche  | 19 402       | 17,49        | 29 768      | 25,41       | 0      |
|                       | Parti communiste français         | 14 342       | 12,93        | Retrait     | Retrait     | 0      |
|                       | Parti socialiste                  | 12 664       | 11,42        | 22 158      | 18,92       | 0      |
|                       | Parti socialiste unifié           | 1 510        | 1,36         |             |             | 0      |
|                       | Union de la gauche                | 47 918       | 43,21        | 51 926      | 44,33       | 0      |
|                       |                                   |              |              |             |             |        |
|                       | Mouvement réformateur             | 13 250       | 11,95        | 9 762       | 8,33        | 0      |
|                       | Lutte ouvrière                    | 1 515        | 1,37         |             |             | 0      |
|                       |                                   |              |              |             |             |        |
| Inscrits              | Inscrits                          | 136 686      | 100,00       | 136 666     | 100,00      | 2      |
| Abstentions           | Abstentions                       | 22 778       | 16,66        | 17 774      | 13,01       |        |
| Votants               | Votants                           | 113 908      | 83,34        | 118 892     | 86,99       |        |
| Blancs et nuls        | Blancs et nuls                    | 3 002        | 2,64         | 1 757       | 1,48        |        |
| Exprimés              | Exprimés                          | 110 906      | 97,36        | 117 135     | 98,52       |        |
| Source : Data.gouv.fr |                                   |              |              |             |             |        |

### Résultats par circonscription

#### Première circonscription (Vesoul)
| Candidat       | Candidat                    | Parti          | Premier tour | Premier tour | Second tour | Second tour |  |
| Candidat       | Candidat                    | Parti          | Voix         | %            | Voix        | %           |  |
| -------------- | --------------------------- | -------------- | ------------ | ------------ | ----------- | ----------- |  |
|                | Pierre Vitter sortant réélu | RI (URP)       | 19 976       | 37,49        | 24 116      | 43,04       |  |
|                | Jean-Marcel Jeanneney       | MR             | 13 250       | 24,86        | 9 762       | 17,42       |  |
|                | Victor Magnin               | PS (UGSD)      | 12 664       | 23,77        | 22 158      | 39,54       |  |
|                | Marcel Demésy               | PCF            | 7 398        | 13,88        | Retrait     | Retrait     |  |
|                |                             |                |              |              |             |             |  |
| Inscrits       | Inscrits                    | Inscrits       | 67 359       | 100,00       | 67 345      | 100,00      |  |
| Abstentions    | Abstentions                 | Abstentions    | 12 698       | 18,85        | 10 664      | 15,83       |  |
| Votants        | Votants                     | Votants        | 54 661       | 81,15        | 56 681      | 84,17       |  |
| Blancs et nuls | Blancs et nuls              | Blancs et nuls | 1 373        | 2,51         | 645         | 1,14        |  |
| Exprimés       | Exprimés                    | Exprimés       | 53 288       | 97,49        | 56 036      | 98,86       |  |

#### Deuxième circonscription (Lure)
| Candidat       | Candidat                           | Parti          | Premier tour | Premier tour | Second tour | Second tour |  |
| Candidat       | Candidat                           | Parti          | Voix         | %            | Voix        | %           |  |
| -------------- | ---------------------------------- | -------------- | ------------ | ------------ | ----------- | ----------- |  |
|                | Jean-Jacques Beucler sortant réélu | CDP (URP)      | 28 247       | 49,02        | 31 331      | 51,28       |  |
|                | Marc Roussel                       | MRG (UGSD)     | 19 402       | 33,67        | 29 768      | 48,72       |  |
|                | Michel Federspiel                  | PCF            | 6 944        | 12,05        | Retrait     | Retrait     |  |
|                | Noël Hennequin                     | LO             | 1 515        | 2,63         |             |             |  |
|                | Philippe Cottard                   | PSU            | 1 510        | 2,62         |             |             |  |
|                |                                    |                |              |              |             |             |  |
| Inscrits       | Inscrits                           | Inscrits       | 69 327       | 100,00       | 69 321      | 100,00      |  |
| Abstentions    | Abstentions                        | Abstentions    | 10 080       | 14,54        | 7 110       | 10,26       |  |
| Votants        | Votants                            | Votants        | 59 247       | 85,46        | 62 211      | 89,74       |  |
| Blancs et nuls | Blancs et nuls                     | Blancs et nuls | 1 629        | 2,75         | 1 112       | 1,79        |  |
| Exprimés       | Exprimés                           | Exprimés       | 57 618       | 97,25        | 61 099      | 98,21       |  |